# 卡薩長頜魚
卡薩長頜魚（学名：Mormyrus casalis），為輻鰭魚綱骨舌魚目象鼻魚科長頜魚屬的其中一種。該物種主要分布於非洲索馬利亞淡水流域，體長可達22.1公分。